# Ludwig Zempelburg
Ludwig („Lutz“) Zempelburg (* 11. März 1918 in Berlin; † 25. August 2003 ebenda) war ein deutscher Journalist und Diplomat. Er war Generalkonsul der DDR in Ceylon.

## Leben
Zempelburg, Sohn eines Schuldirektors, der jedoch bereits 1918 verstarb, erlernte den Beruf des Autoschlossers. 1938 emigrierte er nach Schweden. Zempelburg stand zunächst der SAP nahe. 1943 wurde er informelles Mitglied der KPD, da eine offensichtliche Mitgliedschaft Zempelburgs in der KPD „unter den besonderen Umständen in Schweden eine starke Belastung [der] Einheitsarbeit mit der SPD“ bedeutet hätte. Zempelburg sollte deshalb bis zu seiner Rückkehr mit dem Eintritt in die KPD warten. Zempelburg war Mitglied im Arbeitsausschuss des Freien Deutschen Kulturbundes (FDKB) in Schweden und wurde als Parteiloser im Dezember 1944 in Stockholm zum Vorsitzenden der neugegründeten Freien Deutschen Jugend in Schweden gewählt.
Im Mai 1946 kehrte Zempelburg nach Deutschland, in die Sowjetische Besatzungszone, zurück und wurde Mitglied der SED. Im Juni 1946 nahm er am I. Parlament der FDJ in Brandenburg (Havel) teil. Er war im Jugendausschuss Berlin-Friedrichshain tätig und aktiv am Aufbau von Jugendheimen beteiligt. Von 1947 bis 1949 studierte er Außenpolitik und Wirtschaftswissenschaften in Leipzig. Anschließend war er stellvertretender bzw. Chefredakteur der Zeitschrift Die Wirtschaft sowie Kollegiumsmitglied beim Zentralorgan der SED, Neues Deutschland (ND). Dort war er zuständig für Wirtschaft und Landwirtschaft. Von 1957 bis 1960 war er Auslandskorrespondent des ND in Peking. 
Seit 1961 war Zempelburg Mitarbeiter im Ministerium für Auswärtige Angelegenheiten der DDR (MfAA). Von 1961 bis 1963 leitete er die Abteilung Wirtschaftspolitik im MfAA. Von Februar 1964 bis Februar 1968 war er der erste Generalkonsul der DDR in Colombo. 
Nach 1968 war Zempelburg wieder journalistisch tätig und arbeitete für die außenpolitische Zeitschrift horizont.
Im Juni 1982 wurde er als Veteran in Berlin mit dem Vaterländischen Verdienstorden in Silber ausgezeichnet.